# Élections législatives samoanes de 2025
Les élections législatives samoanes d'avril 2025 ont lieu le 29 août 2025 afin de renouveler pour cinq ans l'ensemble des sièges du Fono, le parlement monocaméral des Samoa.
Il s'agit d'élections anticipées, organisées à la suite de la dissolution du parlement, après le rejet du budget du gouvernement par les députés le 27 mai précédent.

## Contexte
Les élections de 2021 produisent la première alternance au pouvoir depuis 1982, avec la victoire du FAST. Le HRPP obtient plus de la moitié des voix, mais subit les conséquences d'avoir présenté trop de candidats par siège à pourvoir, ses voix étant divisées entre ces candidats ; le FAST obtient ainsi la majorité absolue des sièges avec un peu plus d'un tiers des suffrages.
Le Premier ministre sortant Tuilaepa Sailele Malielegaoi (HRPP) refuse longtemps de céder le pouvoir et empêche le Parlement de siéger, arguant que le tribunaux doivent encore se prononcer sur la légitimité de l'élection de certains députés. Le 23 juillet, toutefois, la Cour d'appel statue que Fiame Naomi Mata'afa (FAST) est légalement Première ministre depuis le 24 mai, conduisant Sailele Malielegaoi à reconnaître sa défaite. 
Le 10 janvier 2025, la Première ministre limoge Laauli Leuatea Schmidt de son poste de ministre de l'Agriculture et des Pêcheries, en raison de son inculpation pour faux, harcèlement, diffamation et entrave à la justice. Exclu du gouvernement, il demeure néanmoins président du parti FAST, et des personnalités du parti condamnent son limogeage, certains demandant en réponse la destitution de la Première ministre. Le 14 janvier, ayant demandé à chacun de ses ministres s'ils la soutiennent, Fiame Naomi Mata'afa limoge les trois qui lui ont répondu « non » : Mulipola Anarosa Ale-Molio'o (la ministre des Femmes, de la Communauté et du Développement social), Toelupe Poumulinuku Onesemo (le ministre des Technologies de l'information et de la communication), et Leota Laki Sio (le ministre du Commerce, des Industries et du Travail)
,,. Le 15 janvier, elle est exclue du parti FAST par le bureau du parti, présidé par Laauli Leuatea Schmidt ; le vice-Premier ministre Tuala Iosefo Ponifasio et quatre autres ministres sont également exclus du parti.
Le 27 mai 2025, le budget introduit par le gouvernement est rejeté par une majorité des députés, les députés associés à Laauli Leuatea Schmidt s'étant associés à ceux du HRPP pour faire chuter le gouvernement. Il en résulte une dissolution parlementaire et la tenue d'élections législatives anticipées,.
Le 30 mai, Naomi Mata'afa et ses partisans fondent pour ces élections le Parti unifiant les Samoa. 
Les élections se tiennent le 29 août.

## Système électoral
Les Samoa sont une république parlementaire, s'inspirant du système de Westminster. Les cinquante députés sont élus par les citoyens à travers autant de circonscriptions uninominales. Seules les personnes portant un titre de matai (titre traditionnel de chef de famille) peuvent être élues députés, y compris pour les personnes non-autochtones. Le droit de vote s'acquiert à l'âge de 21 ans,,. Pour être éligible, un candidat doit avoir accompli son monotaga pendant au moins les trois années qui précèdent, c'est à dire avoir contribué (par example par des aides matérielles ou financières, ou par des travaux) aux affaires du village, de l'église locale ou de la communauté.
À la suite d'un amendement constitutionnel adopté à l'unanimité par le Parlement en 2013, au moins cinq sièges au Parlement doivent être occupés par des femmes. Si moins de cinq femmes sont élues, des sièges supplémentaires seront créés pour cette législature, et alloués aux candidates ayant obtenu les meilleurs résultats dans le pays.
Après les élections, le nouveau Parlement procède à l'élection du Premier ministre. Le chef de l'État, pour sa part, est élu par le Parlement tous les cinq ans ; le second et dernier mandat de Tuimalealiifano Va'aletoa Sualauvi II, chef de l'État au moment des législatives de 2025, arrive à terme en 2027.

## Partis politiques
Il existe deux partis politiques représentés au Parlement lors de la législature de 2021 à 2025 : le parti Fa'atuatua i le Atua Samoa ua Tasi (FAST, conservateur, au pouvoir) et le Parti pour la protection des droits de l'homme (PPDH, conservateur, opposition).
Le 30 mai, la Première ministre par intérim Fiame Naomi Mata'afa et ses partisans fondent le Parti unifiant les Samoa. 
Le 9 juin, des membres du PPDH quittent ce parti pour fonder le Parti travailliste des Samoa. Ils reprochent au PPDH de ne les avoir pas sélectionnés comme candidats. Le chef du nouveau parti est l'ancien député Faaolesa Katopau Ainuu (en), tandis que les autres principaux fondateurs sont ls anciens députés So'oalo Feo Mene (en) et Tuisa Tasi Patea (en), et l'homme d'affaires Su'a Tanielu Su'a. Le parti s'inscrit dans la ligne politique du PDDH, ne s'en distinguant que sur des enjeux de personnes et non sur des enjeux de programme. Ce n'est pas un parti travailliste au sens usuel du terme.
À la fermeture des inscriptions le 6 juin, il y a en tout sept partis politiques enregistrés pour ces élections : le PPDH, le FAST, le PUS, le Parti travailliste, le Parti national démocrate des Samoa (fondé en 2019 et fondu dans le FAST en 2021), le parti République Démocratie (Democracy Republic Party) et le Parti républicain réformiste Tumua ma Pule (ce qui signifie littéralement « dirigeants et gestionnaires" ») mené par Molio'o Pio Molio'o, qui a quitté le FAST dont est membre son épouse la députée Mulipola Anarosa Ale Molioo,.

### Forces en présence
| Partis | Partis                                                                                             | Positionnement                                    | Dirigeants                                        | Résultats en 2021           |
| ------ | -------------------------------------------------------------------------------------------------- | ------------------------------------------------- | ------------------------------------------------- | --------------------------- |
|        | Fa'atuatua i le Atua Samoa ua Tasi (FAST)                                                          | Centre droit Démocratie chrétienne, conservatisme | Laauli Leuatea Schmidt                            | 36,57 % des voix 31 députés |
|        | Parti pour la protection des droits de l'homme (PPDH) Vaega Faaupufai e Puipuia Aia Tatau a Tagata | Centre droit Démocratie chrétienne, conservatisme | Tuilaepa Sailele Malielegaoi Chef de l'opposition | 55,38 % des voix 22 députés |
|        | Parti unifiant les Samoa (PUS) Samoa Ua Potopoto                                                   | Centre droit Démocratie chrétienne, conservatisme | Fiame Naomi Mata'afa Première ministre            | nouveau                     |

## Candidats
Il y a 191 candidats, dont 187 remplissent les conditions statutaires et sont approuvés. 
Le FAST présente cinquante-huit candidats (soit davantage qu'il n'y a de sièges à pourvoir), et le PPDH cinquante.
Le Parti unifiant les Samoa présente seulement vingt-six candidats, ce qui rend quasi-impossible sa formation d'un gouvernement majoritaire à l'issue des élections. Mauʻu Siaosi Puʻepuʻemai, le ministre sortant des Communications, choisit de se représenter dans sa circonscription comme candidat indépendant, sans l'étiquette du PUS.
Le Parti travailliste a cinq candidats, et les deux autres nouveaux partis un seul chacun. Il y a quarante-six candidats sans étiquette, dont au moins quinze s'assemblent en un groupe appelé « Indépendants Ensemble »,,.
La circonscription Faleata 2 est la seule où il n'y a pas de scrutin, deux des trois candidats ayant été disqualifiés. Le député sortant Leatinu’u Wayne So’oialo, ministre sortant des Entreprises publiques et des Petites Entreprises, conserve ainsi automatiquement le siège pour le PUS.

## Campagne
Les promesses de campagne se caractérisent par des annonces de dépenses sociales et de distribution d'argent public aux familles.
Le Parti unifiant les Samoa reprend les promesses de campagne du FAST lors des élections de 2021, et promet que cette fois elles seront mises en oeuvre : une augmentation de 50 % des pensions de vieillesse, la création d'une aide financière pour les personnes handicapées, la mise en place d'un budget pour permettre aux Samoans d'aller être soignés à l'étranger, et le droit de vote pour les Samoans résidant à l'étranger. Il promet en outre la gratuité de l'éducation et des soins hospitaliers.
Le PPDH promet l'abrogation de la taxe sur la valeur ajoutée sur les aliments de première nécessité. Faisant suite à l'épidémie de rougeole de 2019 aux Samoa, il promet 1 000 tala aux parents de chaque bébé s'ils le font vacciner. Il promet en outre un don de 500 tala à chaque famille chaque année ; des baisses d'impôts ; un triplement des aides aux personnes handicapées ; et 200 tala d'aide supplémentaire par mois aux soignants de personnes handicapées.
Le FAST promet la gratuité des soins à l'hôpital ; des allocations pour les femmes enceintes et les parents de jeunes enfants ; des aides financières pour les familles pauvres ; une abolition de la taxe sur la valeur ajoutée sur les produits de première nécessité ; et un développent des énergies renouvelables. En contrepartie, l'âge de la retraite passerait de 55 à 65 ans.
Le média Pacific Media Network souligne qu'aucun parti ne mentionne la crise des addictions à la méthamphétamine, qui selon la police aggrave le crime organisé et les délits avec violences.

## Résultats nationaux
| Parti                    | Parti                                                 | Voix | %   | +/- | Sièges | +/-           |
| ------------------------ | ----------------------------------------------------- | ---- | --- | --- | ------ | ------------- |
|                          | Parti pour la protection des droits de l'homme (PPDH) |      |     |     |        |               |
|                          | Fa'atuatua i le Atua Samoa ua Tasi (FAST)             |      |     |     |        |               |
|                          | Parti unifiant les Samoa (PUS)                        |      |     | Nv  |        |               |
|                          | Parti travailliste                                    |      |     | Nv  |        |               |
|                          | Parti national démocrate                              |      |     | Nv  |        |               |
|                          | Parti Démocratie République                           |      |     | Nv  |        |               |
|                          | Parti républicain réformiste Tumua ma Pule (PRRTP)    |      |     | Nv  |        |               |
|                          | Indépendants                                          |      |     |     |        |               |
|                          |                                                       |      |     |     |        |               |
| Votes valides            |                                                       |      |     |     |        |               |
| Votes blancs et nuls     |                                                       |      |     |     |        |               |
| Total                    | Total                                                 |      | 100 | –   | 51     | en stagnation |
| Abstentions              |                                                       |      |     |     |        |               |
| Inscrits / participation |                                                       |      |     |     |        |               |

## Résultats détaillés par circonscription
Les résultats précis sont les suivants :
Vaimauga 1
| Député sortant | Député sortant             | Parti | Fonctions | Sortant se représente ? | Élu | Élu | Parti |
| -------------- | -------------------------- | ----- | --------- | ----------------------- | --- | --- | ----- |
|                | Sulamanaia Fetaiai Tuivasa | PPDH  | -         | oui                     |     |     |       |

| Candidat                         | Parti | Voix | Pourcentage | Changement par rapport à 2021 | Résultat |
| -------------------------------- | ----- | ---- | ----------- | ----------------------------- | -------- |
| Sulamanaia Fetaiai Tuivasa       | PPDH  |      |             |                               |          |
| Fataalii Tofele Milovale Moke    | PUS   |      |             |                               |          |
| Pauga Teomatavui Talalelei Pauga | FAST  |      |             |                               |          |
| Safai Iosua Selesele             | aucun |      |             |                               |          |

Vaimauga 2
| Député sortant | Député sortant         | Parti | Fonctions | Sortant se représente ? | Élu | Élu | Parti |
| -------------- | ---------------------- | ----- | --------- | ----------------------- | --- | --- | ----- |
|                | Lenatai Victor Tamapua | PPDH  | -         | oui                     |     |     |       |

| Candidat                     | Parti | Voix | Pourcentage | Changement par rapport à 2021 | Résultat |
| ---------------------------- | ----- | ---- | ----------- | ----------------------------- | -------- |
| Lenatai Victor Tamapua       | PPDH  |      |             |                               | réélu    |
| Tamaleta Taimang Jensen      | FAST  |      |             |                               |          |
| Niuafolau Fauolegogo Tanielu | aucun |      |             |                               |          |

Vaimauga 3
| Député sortant | Député sortant        | Parti | Fonctions             | Sortant se représente ? | Élu | Élu | Parti |
| -------------- | --------------------- | ----- | --------------------- | ----------------------- | --- | --- | ----- |
|                | Lautimuia Uelese Vaai | PUS   | ministre des Finances | oui                     |     |     |       |

| Candidat                  | Parti | Voix | Pourcentage | Changement par rapport à 2021 | Résultat |
| ------------------------- | ----- | ---- | ----------- | ----------------------------- | -------- |
| Lautimuia Uelese Vai      | PUS   |      |             |                               |          |
| Nonu Laulu William Mauia  | FAST  |      |             |                               |          |
| Taioaliiseu Fiti Aimaasu  | PPDH  |      |             |                               |          |
| Siligatusa Alosina Ropati | aucun |      |             |                               |          |

Vaimauga 4
| Député sortant | Député sortant        | Parti | Fonctions                       | Sortant se représente ? | Élu | Élu | Parti |
| -------------- | --------------------- | ----- | ------------------------------- | ----------------------- | --- | --- | ----- |
|                | Faualo Harry Schuster | PUS   | Ministre des Services d'urgence | oui                     |     |     |       |

| Candidat                | Parti              | Voix | Pourcentage | Changement par rapport à 2021 | Résultat |
| ----------------------- | ------------------ | ---- | ----------- | ----------------------------- | -------- |
| Faualo Harry Schuster   | PUS                |      |             |                               |          |
| Faaolesa Katopau Ainuu  | Parti travailliste |      |             |                               |          |
| Lima Graeme Tualaulelei | PPDH               |      |             |                               |          |
| Tonu'u Fuamoli Misi     | FAST               |      |             |                               |          |
| Vaea Ivana Eli          | aucun              |      |             |                               |          |

Faleata 1
| Député sortant | Député sortant               | Parti | Fonctions | Sortant se représente ? | Élu | Élu | Parti |
| -------------- | ---------------------------- | ----- | --------- | ----------------------- | --- | --- | ----- |
|                | Manuleleua Paletasala Tovale | FAST  | -         | oui                     |     |     |       |

| Candidat                     | Parti | Voix | Pourcentage | Changement par rapport à 2021 | Résultat |
| ---------------------------- | ----- | ---- | ----------- | ----------------------------- | -------- |
| Manuleleua Paletasala Tovale | FAST  |      |             |                               |          |
| Faumuina Opapo Oeti          | PPDH  |      |             |                               |          |
| Manuleleua Sonny Lameta      | PPDH  |      |             |                               |          |
| Tomaagauaune Mikaele Une     | aucun |      |             |                               |          |

Faleata 2
| Député sortant | Député sortant          | Parti | Fonctions                          | Sortant se représente ? | Élu | Élu                     | Parti |
| -------------- | ----------------------- | ----- | ---------------------------------- | ----------------------- | --- | ----------------------- | ----- |
|                | Leatinuu Wayne So'oialo | PUS   | ministre des Entreprises publiques | oui                     |     | Leatinuu Wayne So'oialo | PUS   |

| Candidat                | Parti | Voix | Pourcentage | Changement par rapport à 2021 | Résultat                    |
| ----------------------- | ----- | ---- | ----------- | ----------------------------- | --------------------------- |
| Leatinuu Wayne So'oialo | FAST  | n/a  | n/a         | n/a                           | reconduit (sans adversaire) |

Faleata 3
| Député sortant | Député sortant            | Parti | Fonctions | Sortant se représente ? | Élu | Élu | Parti |
| -------------- | ------------------------- | ----- | --------- | ----------------------- | --- | --- | ----- |
|                | Lealailepule Rimoni Aiafi | PPDH  |           | oui                     |     |     |       |

| Candidat                  | Parti | Voix | Pourcentage | Changement par rapport à 2021 | Résultat |
| ------------------------- | ----- | ---- | ----------- | ----------------------------- | -------- |
| Lealailepule Rimoni Aiafi | PPDH  |      |             |                               |          |
| Paloa Louis Stowers       | FAST  |      |             |                               |          |

Faleata 4
| Député sortant | Député sortant | Parti | Fonctions | Sortant se représente ? | Élu | Élu | Parti |
| -------------- | -------------- | ----- | --------- | ----------------------- | --- | --- | ----- |
|                | Ale Vena Ale   | FAST  |           | oui                     |     |     |       |

| Candidat               | Parti | Voix | Pourcentage | Changement par rapport à 2021 | Résultat |
| ---------------------- | ----- | ---- | ----------- | ----------------------------- | -------- |
| Ale Vena Ale           | FAST  |      |             |                               |          |
| Mapu Tafaigata Toilolo | PUS   |      |             |                               |          |
| Pepe Christian Fruean  | PPDH  |      |             |                               |          |

Sagaga 1
| Député sortant | Député sortant               | Parti | Fonctions | Sortant se représente ? | Élu | Élu | Parti |
| -------------- | ---------------------------- | ----- | --------- | ----------------------- | --- | --- | ----- |
|                | Loau Solamalemalo Keneti Sio | PPDH  |           | oui                     |     |     |       |

| Candidat                     | Parti | Voix | Pourcentage | Changement par rapport à 2021 | Résultat |
| ---------------------------- | ----- | ---- | ----------- | ----------------------------- | -------- |
| Loau Solamalemalo Keneti Sio | PPDH  |      |             |                               |          |
| Samaina Kirisome Taulapapa   | FAST  |      |             |                               |          |

Sagaga 2
| Député sortant | Député sortant       | Parti | Fonctions | Sortant se représente ? | Élu | Élu | Parti |
| -------------- | -------------------- | ----- | --------- | ----------------------- | --- | --- | ----- |
|                | Maulolo Tavita Amosa | PUS   |           | oui                     |     |     |       |

| Candidat               | Parti | Voix | Pourcentage | Changement par rapport à 2021 | Résultat |
| ---------------------- | ----- | ---- | ----------- | ----------------------------- | -------- |
| Maulolo Tavita Amosa   | PUS   |      |             |                               |          |
| Fata Ryan Schuster     | FAST  |      |             |                               |          |
| Maualaivao Pepe Seiuli | PPDH  |      |             |                               |          |
| Tupualii Faalili Seuai | aucun |      |             |                               |          |

Sagaga 3
| Député sortant | Député sortant   | Parti | Fonctions | Sortant se représente ? | Élu | Élu | Parti |
| -------------- | ---------------- | ----- | --------- | ----------------------- | --- | --- | ----- |
|                | Sala Fata Pinati | PPDH  |           | non                     |     |     |       |

| Candidat              | Parti              | Voix | Pourcentage | Changement par rapport à 2021 | Résultat |
| --------------------- | ------------------ | ---- | ----------- | ----------------------------- | -------- |
| Sala Paulo Poto       | FAST               |      |             |                               |          |
| Tuala Olivetti Ah Him | PPDH               |      |             |                               |          |
| Tuala Tele'a Lilii    | Parti travailliste |      |             |                               |          |
| Sala Vaimili II       | aucun              |      |             |                               |          |

Sagaga 4
| Député sortant | Député sortant         | Parti | Fonctions | Sortant se représente ? | Élu | Élu | Parti |
| -------------- | ---------------------- | ----- | --------- | ----------------------- | --- | --- | ----- |
|                | Tagaloatele Pasi Poloa | FAST  |           | oui                     |     |     |       |

| Candidat                      | Parti | Voix | Pourcentage | Changement par rapport à 2021 | Résultat |
| ----------------------------- | ----- | ---- | ----------- | ----------------------------- | -------- |
| Tagaloatele Pasi Poloa        | FAST  |      |             |                               |          |
| Lefue Pelenise Lelevaga       | PPDH  |      |             |                               |          |
| Mataafa Saeni Leatupu'e       | PUS   |      |             |                               |          |
| Tuisa Tulimasealii Tasi Patea | aucun |      |             |                               |          |
| Tumua Kelemete Vitale         | aucun |      |             |                               |          |

Cette section sera complétée progressivement.